# 朱弼枳
開化僖憲王朱弼枳（16世紀—1614年前），明朝肅藩第一代開化王，肅安和世子（追封肅靖王）朱真淤的庶第六子。

## 生平
朱弼枳初封鎮國將軍。因朱弼枳之父肅靖王朱真淤係死後追封，其庶子例不得王。鑒於此，朱弼枳與第七弟朱弼楝援引周莊王朱朝堈庶弟朱朝埴、朱朝堵封王的事例請求封其兄弟二人為王，禮部認為不可，但明世宗特許之。嘉靖四十二年（1563年）十月，封開化王。
朱弼枳與第五兄鎮國將軍朱弼栲素來友愛，因兄早卒，撫養二姪成人，視若己出。萬曆四年（1576年），蘭州修築北城，朱弼枳捐金百兩以築城。萬曆十年（1582年），爆發饑荒與瘟疫，朱弼枳輸祿米三十石送戶部以賑災，又捐錢購買藥餌以施濟。其後，蘭州重修學校，朱弼枳又捐金助工。
萬曆四十二年（1614年）前，朱弼枳去世，諡號僖憲。嫡長子朱縉燧早卒，嫡長孫朱紳護在萬曆四十二年（1614年）襲爵。朱弼枳葬於陝西臨洮府蘭州圃子灣（今甘肅省蘭州市七里河区西园街道下西园社区）。其墓誌蓋與高氏、張氏的墓誌銘已经出土，并藏於蘭州市博物館。

## 評價
- 《萬曆臨洮府志》：“賦性溫良，宅心仁恕，禔躬勤儉，恪遵祖訓。”[3]

## 家庭

### 妻
- 高氏（1526年－1544年），蘭州鄉耆高達女，冊為鎮國將軍夫人，以產疾卒，生朱縉燧。[6]

### 妾
- 張氏（1534年－1567年），肅藩引禮舍人張定女，嘉靖四十二年（1563年）冊為開化王夫人。
- 媵宋氏，生朱縉烜。
- 媵張氏，生晉昌郡君。[5]

### 子
- 嫡長子：輔國將軍→開化長子朱縉燧
- 庶第二子：朱縉烜[5]

### 女
- 庶長女：晉昌郡君，儀賓李鴻逵[5]